# Пруст был нейробиологом
«Пруст был нейробиологом» (англ. Proust Was a Neuroscientist) — научно-популярная книга, написанная Джона Лерером, впервые опубликованная в 2007 году. В ней Лерер утверждает, что многие открытия в нейробиологии 20-го и 21-го веков на самом деле являются повторным открытием идей, высказанных ранее различными художниками, включая Гертруду Стайн, Уолта Уитмена, Поля Сезанна, Игоря Стравинского и, как указано в названии, Марселя Пруста.
После публикации своей третьей книги «Представьте: как работает творчество» (2012) Лерер оказался втянут в полемику, а его работы стали причиной обвинений в плагиате и фальсификации. Хотя одна из его других книг, «Как мы решаем», не была опубликована, книга «Пруст был нейробиологом», по мнению его издателя, не имела таких серьёзных проблем и так и осталась в продаже.